# Den man älskar
Den man älskar är en svensk dramafilm från 2007 med Sofia Ledarp, Jonas Karlsson och Rolf Lassgård i huvudrollerna. Regi av Åke Sandgren och manus av Kim Fupz Aakeson.

## Handling
Lena lever ett till synes helt vanligt liv med sin man Alf som hon driver en fiskhandel med. När Lenas före detta man, Hannes, släpps på fri fot igen efter sitt straff för den misshandel han utsatte Lena för, vänds hela hennes liv upp och ner.

## Rollista
| Sofia Ledarp      | – Lena     |
| Rolf Lassgård     | – Alf      |
| Jonas Karlsson    | – Hannes   |
| Camilla Larsson   | – Mia      |
| Gustav Hammarsten | – Björn    |
| Mats Blomgren     | – Hasse    |
| Lena B. Nilsson   | – Katinka  |
| Gunilla Johansson | – Jeanette |